# Frank Williams (baloncestista)
Frank Lowell Williams (Peoria, Illinois; 25 de febrero de 1980) es un exjugador de baloncesto estadounidense que jugó tres temporadas en la NBA, en New York Knicks y Chicago Bulls. Con 1,91 metros de estatura, juega en la posición de base.

## Trayectoria deportiva

### Instituto
Williams acudió al Manual High School en su natal Peoria, Illinois, donde fue miembro de uno de los equipos más importantes del país. Williams lideró a Manual a la final estatal durante dos temporadas de las cuatro que estuvo allí. En 1996, como sophomore, y en 1997 como júnior. En ambos campeonatos, Williams fue nombrado en el Mejor Quinteto del torneo. Como sénior, Frank fue elegido Mr. Basketball de Illinois, el máximo distintivo a nivel individual y estatal que se puede lograr en el instituto.

### Universidad
Después del instituto, Williams entró en la Universidad de Illinois, donde jugó tres temporadas con los Fighting Illini bajo la dirección de Bill Self. Durante sus tres años allí, Williams lideró a los Fighting Illini en la NCAA. Durante su estancia allí se encontró con sus compañeros de instituto Marcus Griffin y Sergio McClain, (a.k.a. "The Peoria 3"), y con su entrenador Wayne McClain (padre de Sergio McClain). Sus números en su temporada freshman fueron de 11.4 puntos, 3.4 rebotes y 4.1 asistencias. Como sophomore, en la 2000-01, Williams fue nombrado jugador del año en la Big Ten, y recibió además el Chicago Tribune Silver Basketball, un premio que anualmente concede el Chicago Tribune al MVP de la Big Ten. Sus números aquella temporada fueron de 14 puntos, 3,7 rebotes y 4.,4 asistencias. En su año júnior firmó sus mejores estadísticas, 16,2 puntos, 4,7 rebotes y 4,4 asistencias, que le valieron para dar el salto a la NBA.

### Profesional
Williams fue elegido por Denver Nuggets en el puesto 25 del Draft de 2002. Sin embargo, sus derechos fueron traspasados a New York Knicks junto a Antonio McDyess y una 2.ª ronda del draft de 2003, a cambio de Marcus Camby, Mark Jackson y los derechos de Nenê.
En los Knicks pasó dos temporadas totalmente desapercibido. En su año de debut en la 2002-03 firmó 1.3 puntos y 1.6 asistencias. En la primera mitad de la 2003-04, Frank se encontró con más minutos, pero la llegada al equipo de Stephon Marbury, volvió a relegar a Williams al fondo de la rotación.
Al finalizar la campaña, acabó en Chicago Bulls como parte de un traspaso que incluía varios jugadores, los más importantes de ellos Jamal Crawford y Dikembe Mutombo. En Chicago esperaban de Williams, ya que el base fue muy popular en su etapa universitaria con el equipo de Illinois, como los Bulls. Pero en el training camp se mostró fuera de forma y Chicago lo incluyó en la lista de lesionados en la que se mantuvo casi toda la temporada. Chicago no lo renovó y firmó con Los Angeles Clippers el 1 de octubre de 2005. Cuatro días después era despedido.
Desde entonces, en noviembre de 2006 firmó por los Sioux Falls Skyforce de la NBDL, y una temporada después no se pudo concretar su marcha a Lietuvos Rytas lituano, por lo que tuvo que buscarse la vida en Italia, concretamente en el Scafati Basket. Posteriormente jugó en la LNB de Argentina, en el Libertad de Sunchales. En la temporada 09/10 formó parte del plantel del club Club Ciclista Olímpico de la LNB, junto al también ex NBA Derrick Alston, mandando al TNA a Quilmes de Mar del Plata con un triple sobre la chicharra en el 5.º y definitivo partido de la serie de play off por la Permanencia.

## Estadísticas de su carrera en la NBA

### Temporada regular
| Temporada | Edad | Equipo          | Liga | P  | TIT | MIN | TC | TCA | %TC  | 3P | 3PA | %3P  | TL | TLA | %TL  | R.OF. | R.DEF. | REB | ASIS | ROB | TAP | PER | FP | PTS |
| 2002-03   | 22   | New York Knicks | NBA  | 21 | 0   | 167 | 9  | 33  | .273 | 6  | 16  | .375 | 4  | 6   | .667 | 3     | 15     | 18  | 34   | 7   | 2   | 17  | 20 | 28  |
| 2003-04   | 23   | New York Knicks | NBA  | 56 | 3   | 714 | 80 | 208 | .385 | 18 | 60  | .300 | 41 | 48  | .854 | 8     | 45     | 53  | 121  | 25  | 6   | 63  | 58 | 219 |
| 2004-05   | 24   | Chicago Bulls   | NBA  | 9  | 0   | 71  | 3  | 20  | .150 | 0  | 4   | .000 | 0  | 0   |      | 2     | 4      | 6   | 11   | 2   | 3   | 3   | 9  | 6   |
| Total     |      |                 | NBA  | 86 | 3   | 952 | 92 | 261 | .352 | 24 | 80  | .300 | 45 | 54  | .833 | 13    | 64     | 77  | 166  | 34  | 11  | 83  | 87 | 253 |

### Playoffs
| Temporada | Edad | Equipo          | Liga | P | MIN | TCA | TC | 3PA | 3P | TLA | TL | R.OF. | REB | ASIS | ROB | TAP | PER | FP | PTS | %TC  | %3P  | %FT  | MIN  | PTS | REB | AST |
| 2003-04   | 23   | New York Knicks | NBA  | 4 | 74  | 6   | 22 | 4   | 13 | 3   | 5  | 1     | 2   | 5    | 3   | 0   | 4   | 13 | 19  | .273 | .308 | .600 | 18.5 | 4.8 | 0.5 | 1.3 |
| Total     |      |                 | NBA  | 4 | 74  | 6   | 22 | 4   | 13 | 3   | 5  | 1     | 2   | 5    | 3   | 0   | 4   | 13 | 19  | .273 | .308 | .600 | 18.5 | 4.8 | 0.5 | 1.3 |